# Alf Bicknell
Alf Bicknell  född 28 oktober 1928 i Haslemere i Surrey, död 9 mars 2004, var The Beatles chaufför från 1964 till 1966.
När bandet åkte i John Lennons Rolls-Royce Phantom V, satt Bicknell oftast bakom ratten. Han var den som inspirerade Paul till låten Drive My Car.
I sin självbiografi Ticket to Ride: The Ultimate Beatles Tour Diary! från 1999 beskrev Bicknell dagen då Lennon tog chaufförens mössa av hans huvud och kastade ut det genom fönstret och sa. Du behöver inte det längre, Alf. Du är en av oss nu,.
Efter att The Beatles slutat turnera arbetade Bicknell från 1970 som chaufför till olika företagsledare. Han gick i pension 1980 efter en motorsågsolycka.